# Gephyromantis pseudoasper
Gephyromantis pseudoasper es una especie de anfibios de la familia Mantellidae.
Es endémica de Madagascar.
Su hábitat natural incluye bosques bajos y secos, ríos y zonas previamente boscosas ahora muy degradadas.